# ماتیلده دی مارتسیو
ماتیلده دی مارتسیو (ایتالیایی: Matilde Di Marzio) بازیگر اهل ایتالیا است.
از فیلم‌ها یا برنامه‌های تلویزیونی که وی در آن نقش داشته است، می‌توان به آنتونیوس و کلئوپاترا اشاره کرد.